# Peter Duncan (Politiker, 1945)
Hon. Peter John Keith Duncan (* 1. Januar 1945 in Melbourne, Victoria) ist ein australischer Politiker der Labor Party, der zwischen 1973 und 1984 Mitglied des South Australian House of Assembly sowie zeitweise Minister war. Er war im Anschluss von 1984 bis 1986 Mitglied des Australischen Repräsentantenhauses und bekleidete in der Regierung Hawke III zwischen 1987 und 1990 verschiedene Posten als „Juniorminister“.

## Leben

### Rechtsanwalt, Mitglied desSouth Australian House of Assemblyund Minister
Peter John Keith Duncan absolvierte nach dem Schulbesuch ein Studium der Rechtswissenschaften an der University of Adelaide, welches er mit einem Bachelor of Laws (LL.B.) beendete, und war nach seiner anwaltlichen Zulassung als Barrister und Solicitor tätig.
Bei der Wahl am 10. März 1973 wurde er für die Labor Party (ALP) als Nachfolger seines Parteifreundes John Clark im Wahlkreis Elizabeth erstmals zum Mitglied der South Australian House of Assembly gewählt, des Unterhauses des Parlaments von South Australia. Er vertrat diesen Wahlkreis bis zu seinem Mandatsverzicht am 25. Oktober 1984, woraufhin der frühere Labor-Politiker und damalige Parteilose Martyn Evans die Nachwahl (By-election) am 1. Dezember 1984 gewann. Während seiner Parlamentszugehörigkeit fungierte er zwischen dem 5. August und dem 16. Oktober 1975 als Government Whip und damit als Parlamentarischer Geschäftsführer der Fraktion der regierenden Labor Party in der Legislativversammlung.
Am 9. Oktober 1975 wurde Peter Duncan in die zweite Regierung von Premier Don Dunstan berufen und bekleidete in dieser bis zum 15. Februar 1979 zunächst die Posten als Generalstaatsanwalt (Attorney-General) und zeitgleich als Minister für Preise und Verbraucherangelegenheiten (Minister of Prices and Consumer Affairs). In der darauf folgenden Regierung von Premier Des Corcoran bekleidete er zwischen dem 15. Februar und dem 15. März 1979 erst weiterhin die Ämter als Generalstaatsanwalt und Minister für Preise und Verbraucherangelegenheiten, ehe er nach einer Umbildung der Regierung Corcoran vom 15. März und dem 18. September 1979 Gesundheitsminister (Minister of Health) war. Am 13. Dezember 1979 wurde ihm der Höflichkeitstitel The Honourable verliehen. Er war außerdem Vorsitzender des Bundesrechts- und Verfassungsausschusses der ALP und seit 1977 Delegierter zu den Bundesparteitagen der ALP. Nach seinem Ausscheiden aus der Regierung gehörte er zwischen dem 11. Oktober 1979 und dem 24. Oktober 1984 dem Ausschuss für öffentliche Finanzen der Legislativversammlung an und wurde 1981 Mitglied des Nationalvorstands der ALP.

### Mitglied des Australischen Repräsentantenhauses und „Juniorminister“
Duncan wurde bei der Parlamentswahl am 1. Dezember 1984 für die Labor Party im neu geschaffenen Wahlkreis Makin erstmals zum Mitglied des Australischen Repräsentantenhauses gewählt, dem Oberhaus des Australischen Parlaments, und erhielt dabei unter Berücksichtigung der „Two-party-preferred“-Berechnung für die beiden stärksten Kandidaten 30.792 Stimmen (54,4 Prozent). Er gehörte dem Repräsentantenhaus nach seinen Wiederwahlen am 11. Juli 1987, 24. März 1990 und 13. März 1993 bis zu seiner Niederlage gegen die Kandidatin der Liberal Party of Australia Trish Draper bei den Wahlen am 2. März 1996 an. Bei dieser Wahl erhielt er unter Berücksichtigung der „Two-party-preferred“-Berechnung 39.106 Stimmen (48,9 Prozent), während auf Trish Draper 40.840 Prozent (51,1 Prozent) entfielen. Während seiner Parlamentszugehörigkeit war er zwischen dem 28. Februar 1985 und dem 5. Juni 1987 Mitglied des Gemeinsamen Satzungsausschusses für die Nationale Kriminalbehörde NCA (National Crime Authority) sowie zugleich vom 19. August bis zum 20. November 1986 Mitglied des Gemeinsamen Sonderausschusses für die Überwachung der Telekommunikation. 
Peter Duncan wurde am 24. Juli 1987 in die dritte Regierung von Premierminister Bob Hawke berufen und bekleidete in dieser zunächst bis zum 19. Januar 1988 den Posten als Minister für Landverkehr und Infrastrukturunterstützung (Minister for Land Transport and Infrastructure Support) und im Anschluss zwischen dem 19. Januar 1988 und dem 4. April 1990 als Minister für Beschäftigung und Bildungsdienste (Minister for Employment and Education Services), wobei er diese Posten als sogenannter „Juniorminister“ bekleidete und als solcher nicht dem Kabinett als sogenannter „Cabinet Minister“ angehörte. Im Anschluss war er vom 16. Mai 1990 bis zum 3. März 1992 Mitglied des Gemeinsamen Satzungsausschusses für den Australischen Sicherheits- und Informationsdienst ASIO (Australian Security Intelligence Organisation). 
Daneben fungierte er in der ersten und zweiten Regierung von Premierminister Paul Keating zwischen dem 27. Dezember 1991 und dem 11. März 1996 als Parlamentarischer Sekretär beim Generalstaatsanwalt (Parliamentary Secretary to the Attorney-General) Michael Duffy (20. Dezember 1991 bis 24. März 1993) beziehungsweise dessen Nachfolger Michael Lavarch (27. April 1993 bis 11. März 1996).
Nach seinem Ausscheiden der Politik war Duncan als Unternehmer tätig, was zu Kontroversen führte, als er im September 2007 angeklagt wurde, „bei der Beantragung eines Commonwealth-Zuschusses eine unwahre Aussage gemacht und einem Commonwealth-Unternehmen unredlich einen Schaden zugefügt zu haben“ („making an untrue statement in application for a Commonwealth grant and with dishonestly causing loss to a Commonwealth entity“). Es wurde berichtet, dass dies im Zuge des Scheiterns seines Kunststoffrecyclingunternehmens Omnipol geschehen sei. Anschließend wurde gegen ihn in drei Fällen ein Prozess vor dem südaustralischen Bezirksgericht durchgeführt. Er stand am 3. November 2008 vor Gericht und bekannte sich nicht schuldig. Am 11. November 2008 wurde er in allen Anklagepunkten freigesprochen.

## Veröffentlichung
- Democratic Socialism and the Crisis in Australian Politics, Melbourne University Australian Labor Party Club, Parkville 1978

## Hintergrundliteratur
- Parliamentary Handbook for the 45th Parliament. (PDF; 13,4 MB) Parliament of Australia, abgerufen am 22. März 2024 (englisch).
- Parliament of South Australia: Statistical Record of the Legislature 1836–2007 (Memento vom 11. März 2019 im Internet Archive)